# 東大和市

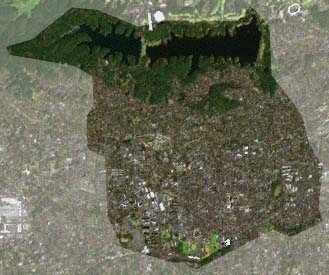
東大和市域のランドサット衛星写真

東大和市（ひがしやまとし）は、東京都の多摩地域北部に位置する市。1970年（昭和45年）に市制施行。

## 地理
北部に狭山丘陵、村山貯水池（通称：多摩湖）を擁する、人口約8万人のベッドタウン。
市の西部に多摩都市モノレール線が南北に通り、南端に沿って西武拝島線が東西に通る。東大和市駅から北上する道が青梅街道であり、街道沿いには表玄関にあたる「南街」がある。さらに北上すると、東大和市役所を通過し、市の中央を東西に横断する新青梅街道に至る。青梅街道の北上を続けると「奈良橋」地区の交差点に至り、西に青梅街道、東に東京都道128号東村山東大和線が通る。
そのまま青梅街道を西に進むと、多摩都市モノレール線下を通っていた東京都道43号立川東大和線と交わる「蔵敷」地区に至る。また東京都道128号東村山東大和線を進むと、北側の都立東大和公園を通り、市境にある都立狭山公園に至る。上述の狭山丘陵および村山貯水池へ至るには蔵敷地区の交差点および狭山公園を北上する。
第二次世界大戦中まで市の南部（現在の桜が丘）には、軍需工場の日立航空機立川工場があり、戦後にGHQに接収され大和空軍施設がつくられた。返還後の土地には1953年（昭和28年）頃から2000年（平成12年）8月まで小松ゼノア立川工場が在り、他は有地、公有地として公園や教育・福祉関連施設、公団住宅などが建設された。
主な農産物は東京狭山茶や多摩湖梨など。
- 河川：空堀川、奈良橋川、前川、前川支流[注 2]

### 隣接している自治体
- 東 - 東村山市
- 西 - 武蔵村山市
- 南 - 立川市、小平市
- 北 - 埼玉県所沢市

## 歴史
- 1889年4月1日 - 町村制施行に伴い、神奈川県北多摩郡清水村、狭山村、高木村、奈良橋村、蔵敷村、芋窪村が町村組合を結成し、高木村外五ヶ村組合が発足。
- 1893年4月1日 - 神奈川県から東京府へ移管。
- 1919年11月1日 - 高木村外五ヶ村組合の各村が合併し大和村となる。
- 1954年5月3日 - 大和村が町制施行により大和町となる。
- 1970年10月1日 - 大和町が市制施行。即日改称し東大和市となる。
- 1989年5月1日 - 防災行政無線運用開始。

市名の由来
村制施行時に、それまで政争が盛んだった6村が「大いに和して」一つになるという意味から「大和村」と名付けられた。
市制施行時、神奈川県大和市やほぼ同時期に市制施行する埼玉県和光市（旧大和町）と区別するために東京の大和市という意味から「東大和市」と名付けられた。
町名の由来
南街は日立航空機で働く従業員のために開発された地域で、社宅や学校、商店などが建てられた。当時地元民の集落は狭山丘陵付近にあり、地元民から見て南にある街ということから南街（みなみまち）と呼ばれていた。その後時代の変遷とともに南街（なんがい）と呼称されるようになった。

## 人口

### 人口の推移
平成27年国勢調査では人口85,157人であったが、令和2年国勢調査では人口83,901人に減少した。なお、2023年（令和7年）3月31日時点の住民基本台帳人口は84,920人である。
| |                                          |  |
| 東大和市と全国の年齢別人口分布（2005年） | 東大和市の年齢・男女別人口分布（2005年） |  |
| ■紫色 ― 東大和市 ■緑色 ― 日本全国 | ■青色 ― 男性 ■赤色 ― 女性                |  |
| 東大和市（に相当する地域）の人口の推移 \| 1970年（昭和45年） \| 46,173人 \| \| \| 1975年（昭和50年） \| 58,464人 \| \| \| 1980年（昭和55年） \| 65,553人 \| \| \| 1985年（昭和60年） \| 69,881人 \| \| \| 1990年（平成2年） \| 75,132人 \| \| \| 1995年（平成7年） \| 76,355人 \| \| \| 2000年（平成12年） \| 77,212人 \| \| \| 2005年（平成17年） \| 79,353人 \| \| \| 2010年（平成22年） \| 83,068人 \| \| \| 2015年（平成27年） \| 85,157人 \| \| \| 2020年（令和2年） \| 83,901人 \| \| |                                          |  |
| 総務省統計局 国勢調査より |                                          |  |
| 1970年（昭和45年） | 46,173人                                 |  |
| 1975年（昭和50年） | 58,464人                                 |  |
| 1980年（昭和55年） | 65,553人                                 |  |
| 1985年（昭和60年） | 69,881人                                 |  |
| 1990年（平成2年） | 75,132人                                 |  |
| 1995年（平成7年） | 76,355人                                 |  |
| 2000年（平成12年） | 77,212人                                 |  |
| 2005年（平成17年） | 79,353人                                 |  |
| 2010年（平成22年） | 83,068人                                 |  |
| 2015年（平成27年） | 85,157人                                 |  |
| 2020年（令和2年） | 83,901人                                 |  |

### 昼夜間人口
2018年の夜間人口（居住者）は85,157人で、市外からの通勤者と通学生および居住者のうちの市内に昼間残留する人口の合計である昼間人口は68,474人である。昼夜間人口比率は約0.8で、夜間に比べて昼の人口は約17,000人減る。平成30年国勢調査によれば、東京都特別区部への通勤・通学者は7,679人で約9%である。
通勤者・通学者で見ると、市内から市外へ流出する通勤者は24,640人、市外から市内へ流入する通勤者は9,494人と通勤者では市外へ出る通勤者のほうが多く、学生でも市内から市外に出る通学生は3,157人、市外から市内へ入る通学生は1,572人と学生でも昼は市外へ流出する人数のほうが多い。なお、国勢調査では年齢不詳の者が東京都だけで16万人おり、この項の昼夜間人口に関しては年齢不詳の人物は数字に入っていないので数字の間に若干の誤差は生じる。

## 町名
東大和市では、住居表示に関する法律に基づく住居表示は実施されていないが、多摩湖を含めて全域に亘って町名を整理する方法（町名整理）により、住所整理が実施されている。原則として、地番は旧町時代のものが使用されているが、土地区画整理事業などが施行され換地処分が行われた区域等では、地番整理がなされている。

### 東大和市役所管内
| 町名         | 町名の読み    | 町区域新設年月日 | 住居表示実施年月日 | 住居表示実施前の町名等 | 備考 |
| ------------ | ------------- | ---------------- | ------------------ | ---------------------- | ---- |
| 多摩湖一丁目 | 1979年2月1日  | 未実施           |                    |                        |      |
| 多摩湖二丁目 | 1979年2月1日  | 未実施           |                    |                        |      |
| 多摩湖三丁目 | 1979年2月1日  | 未実施           |                    |                        |      |
| 多摩湖四丁目 | 1979年2月1日  | 未実施           |                    |                        |      |
| 多摩湖五丁目 | 1979年2月1日  | 未実施           |                    |                        |      |
| 多摩湖六丁目 | 1979年2月1日  | 未実施           |                    |                        |      |
| 芋窪一丁目   | 1973年5月1日  | 未実施           |                    |                        |      |
| 芋窪二丁目   | 1973年5月1日  | 未実施           |                    |                        |      |
| 芋窪三丁目   | 1973年5月1日  | 未実施           |                    |                        |      |
| 芋窪四丁目   | 1973年5月1日  | 未実施           |                    |                        |      |
| 芋窪五丁目   | 1973年5月1日  | 未実施           |                    |                        |      |
| 芋窪六丁目   | 1973年5月1日  | 未実施           |                    |                        |      |
| 蔵敷一丁目   | 1977年2月1日  | 未実施           |                    |                        |      |
| 蔵敷二丁目   | 1977年2月1日  | 未実施           |                    |                        |      |
| 蔵敷三丁目   | 1977年2月1日  | 未実施           |                    |                        |      |
| 奈良橋一丁目 | 1976年11月1日 | 未実施           |                    |                        |      |
| 奈良橋二丁目 | 1976年11月1日 | 未実施           |                    |                        |      |
| 奈良橋三丁目 | 1976年11月1日 | 未実施           |                    |                        |      |
| 奈良橋四丁目 | 1976年11月1日 | 未実施           |                    |                        |      |
| 奈良橋五丁目 | 1976年11月1日 | 未実施           |                    |                        |      |
| 奈良橋六丁目 | 1976年11月1日 | 未実施           |                    |                        |      |
| 湖畔一丁目   | 1976年2月1日  | 未実施           |                    |                        |      |
| 湖畔二丁目   | 1976年2月1日  | 未実施           |                    |                        |      |
| 湖畔三丁目   | 1976年2月1日  | 未実施           |                    |                        |      |
| 高木一丁目   | 1975年2月1日  | 未実施           |                    |                        |      |
| 高木二丁目   | 1975年2月1日  | 未実施           |                    |                        |      |
| 高木三丁目   | 1975年2月1日  | 未実施           |                    |                        |      |
| 狭山一丁目   | 1975年9月1日  | 未実施           |                    |                        |      |
| 狭山二丁目   | 1975年9月1日  | 未実施           |                    |                        |      |
| 狭山三丁目   | 1975年9月1日  | 未実施           |                    |                        |      |
| 狭山四丁目   | 1975年9月1日  | 未実施           |                    |                        |      |
| 狭山五丁目   | 1975年9月1日  | 未実施           |                    |                        |      |
| 清水一丁目   | 1974年8月1日  | 未実施           |                    |                        |      |
| 清水二丁目   | 1974年8月1日  | 未実施           |                    |                        |      |
| 清水三丁目   | 1974年8月1日  | 未実施           |                    |                        |      |
| 清水四丁目   | 1974年8月1日  | 未実施           |                    |                        |      |
| 清水五丁目   | 1974年8月1日  | 未実施           |                    |                        |      |
| 清水六丁目   | 1974年8月1日  | 未実施           |                    |                        |      |
| 上北台一丁目 | 1977年8月1日  | 未実施           |                    |                        |      |
| 上北台二丁目 | 1977年8月1日  | 未実施           |                    |                        |      |
| 上北台三丁目 | 1977年8月1日  | 未実施           |                    |                        |      |
| 桜が丘一丁目 | 1974年2月1日  | 未実施           |                    |                        |      |
| 桜が丘二丁目 | 1974年2月1日  | 未実施           |                    |                        |      |
| 桜が丘三丁目 | 1974年2月1日  | 未実施           |                    |                        |      |
| 桜が丘四丁目 | 1974年2月1日  | 未実施           |                    |                        |      |
| 立野一丁目   | 1978年2月1日  | 未実施           |                    |                        |      |
| 立野二丁目   | 1978年2月1日  | 未実施           |                    |                        |      |
| 立野三丁目   | 1978年2月1日  | 未実施           |                    |                        |      |
| 立野四丁目   | 1978年2月1日  | 未実施           |                    |                        |      |
| 中央一丁目   | 1977年8月1日  | 未実施           |                    |                        |      |
| 中央二丁目   | 1977年8月1日  | 未実施           |                    |                        |      |
| 中央三丁目   | 1977年8月1日  | 未実施           |                    |                        |      |
| 中央四丁目   | 1977年8月1日  | 未実施           |                    |                        |      |
| 南街一丁目   | 1980年10月1日 | 未実施           |                    |                        |      |
| 南街二丁目   | 1980年10月1日 | 未実施           |                    |                        |      |
| 南街三丁目   | 1980年10月1日 | 未実施           |                    |                        |      |
| 南街四丁目   | 1980年10月1日 | 未実施           |                    |                        |      |
| 南街五丁目   | 1980年10月1日 | 未実施           |                    |                        |      |
| 南街六丁目   | 1980年10月1日 | 未実施           |                    |                        |      |
| 仲原一丁目   | 1981年9月1日  | 未実施           |                    |                        |      |
| 仲原二丁目   | 1981年9月1日  | 未実施           |                    |                        |      |
| 仲原三丁目   | 1981年9月1日  | 未実施           |                    |                        |      |
| 仲原四丁目   | 1981年9月1日  | 未実施           |                    |                        |      |
| 向原一丁目   | 1981年9月1日  | 未実施           |                    |                        |      |
| 向原二丁目   | 1981年9月1日  | 未実施           |                    |                        |      |
| 向原三丁目   | 1981年9月1日  | 未実施           |                    |                        |      |
| 向原四丁目   | 1981年9月1日  | 未実施           |                    |                        |      |
| 向原五丁目   | 1981年9月1日  | 未実施           |                    |                        |      |
| 向原六丁目   | 1981年9月1日  | 未実施           |                    |                        |      |
| 清原一丁目   | 1981年9月1日  | 未実施           |                    |                        |      |
| 清原二丁目   | 1981年9月1日  | 未実施           |                    |                        |      |
| 清原三丁目   | 1981年9月1日  | 未実施           |                    |                        |      |
| 清原四丁目   | 1981年9月1日  | 未実施           |                    |                        |      |
| 新堀一丁目   | 1981年9月1日  | 未実施           |                    |                        |      |
| 新堀二丁目   | 1981年9月1日  | 未実施           |                    |                        |      |
| 新堀三丁目   | 1981年9月1日  | 未実施           |                    |                        |      |

1. 1 2 3 4 5 6 7 8 9 10 11 12 13 14 15  町名地番整理実施区域

## 行政

### 高木村村長
- 1 宮鍋庄兵衛　1889年7月〜1890年6月
- 2 川鍋八郎兵衛　1890年9月〜1892年5月
- 3 尾又高次郎　1894年5月〜1897年12月
- 4 宮鍋庄太郎　1897年12月〜1904年12月
- 5 田中杢太郎　1906年12月〜1909年9月
- 6 尾崎房七　1911年7月〜1912年3月
- 7 尾又高次郎　1913年3月〜1916年7月
- 8 宮川鹿之助　1916年8月〜1920年3月

### 村長
- 1 宮川鹿之助　1920年4月〜1923年3月
- 2 関田安右衛門　1924年2月〜1935年5月
- 3 内野吉次郎　1935年5月〜1943年5月
- 4 関田安右衛門　1943年5月〜1946年11月
- 5 内野禄太郎　1947年4月〜1951年4月

### 町長
- 1 内野禄太郎　1951年4月〜1955年4月
- 2 根岸昌一　1955年5月〜1970年9月30日

### 市長
- 和地仁美（わち ひとみ）- 2023年5月1日〜（第1期 - 任期：2027年4月30日まで）

特記なき場合『日本の歴代市長：市制施行百年の歩み』などによる。
| 代 | 氏名       | 就任                      | 退任                      | 備考 |
| -- | ---------- | ------------------------- | ------------------------- | ---- |
| 1  | 根岸昌一   | 1955年（昭和45年）10月1日 | 1971年（昭和46年）4月30日 |      |
| 2  | 尾崎清太郎 | 1971年（昭和46年）5月1日  | 1991年（平成3年）4月30日  |      |
| 3  | 中澤重一   | 1991年（平成3年）5月1日   | 1995年（平成7年）4月30日  |      |
| 4  | 尾又正則   | 1995年（平成7年）5月1日   | 2011年（平成23年）4月30日 |      |
| 5  | 尾崎保夫   | 2011年（平成23年）5月1日  | 2023年（令和5年）4月30日  |      |
| 6  | 和地仁美   | 2023年（令和5年）5月1日   | 現職                      |      |

## 議会

### 東京都議会
2025年東京都議会議員選挙
- 選挙区：北多摩第一選挙区（東村山市、東大和市、武蔵村山市）
- 定数：3人
- 任期：2025年7月23日 - 2029年7月22日
- 投票日：2025年6月22日
- 当日有権者数：252,888人
- 投票率：45.65％

| 候補者名   | 当落 | 年齢 | 所属党派           | 新旧別 | 得票数   |
| ---------- | ---- | ---- | ------------------ | ------ | -------- |
| 関野杜成   | 当   | 51   | 都民ファーストの会 | 現     | 29,895票 |
| 尾崎あや子 | 当   | 66   | 日本共産党         | 現     | 25,158票 |
| 高田清久   | 当   | 49   | 公明党             | 新     | 23,953票 |
| 土方桂     | 落   | 55   | 自由民主党         | 新     | 20,531票 |
| 石井正樹   | 落   | 64   | 再生の道           | 新     | 13,913票 |

2021年東京都議会議員選挙
- 選挙区：北多摩第一選挙区（東村山市、東大和市、武蔵村山市）
- 定数：3人
- 投票日：2021年7月4日
- 当日有権者数：254,911人
- 投票率：41.97％

| 候補者名   | 当落 | 年齢 | 党派名             | 新旧別 | 得票数   |
| ---------- | ---- | ---- | ------------------ | ------ | -------- |
| 谷村孝彦   | 当   | 58   | 公明党             | 現     | 29,386票 |
| 尾崎あや子 | 当   | 62   | 日本共産党         | 現     | 20,807票 |
| 関野杜成   | 当   | 47   | 都民ファーストの会 | 現     | 19,994票 |
| 北久保眞道 | 落   | 68   | 自由民主党         | 元     | 19,564票 |
| 鈴木恵美子 | 落   | 51   | 立憲民主党         | 新     | 15,385票 |

2017年東京都議会議員選挙
- 選挙区：北多摩第一選挙区（東村山市、東大和市、武蔵村山市）
- 定数：3人
- 投票日：2017年7月2日
- 当日有権者数：253,335人
- 投票率：52.42％

| 候補者名   | 当落 | 年齢 | 党派名             | 新旧別 | 得票数   |
| ---------- | ---- | ---- | ------------------ | ------ | -------- |
| 関野杜成   | 当   | 43   | 都民ファーストの会 | 新     | 39,492票 |
| 谷村孝彦   | 当   | 54   | 公明党             | 現     | 32,773票 |
| 尾崎あや子 | 当   | 58   | 日本共産党         | 現     | 23,500票 |
| 北久保眞道 | 落   | 64   | 自由民主党         | 現     | 22,415票 |
| 鈴木龍雄   | 落   | 48   | 民進党             | 新     | 11,166票 |
| 山内章明   | 落   | 64   | 無所属             | 新     | 1,521票  |

### 衆議院
- 選挙区：東京20区（東村山市・東大和市・清瀬市・東久留米市・武蔵村山市）
- 任期：2021年10月31日 - 2025年10月30日
- 投票日：2021年10月31日
- 当日有権者数：418,245人
- 投票率：56.77％

| 当落 | 候補者名   | 年齢 | 所属党派     | 新旧別 | 得票数    | 重複 |
| ---- | ---------- | ---- | ------------ | ------ | --------- | ---- |
| 当   | 木原誠二   | 51   | 自由民主党   | 前     | 121,621票 | ○    |
| 比当 | 宮本徹     | 49   | 日本共産党   | 前     | 66,516票  | ○    |
|      | 前田順一郎 | 46   | 日本維新の会 | 新     | 43,089票  | ○    |

## 経済

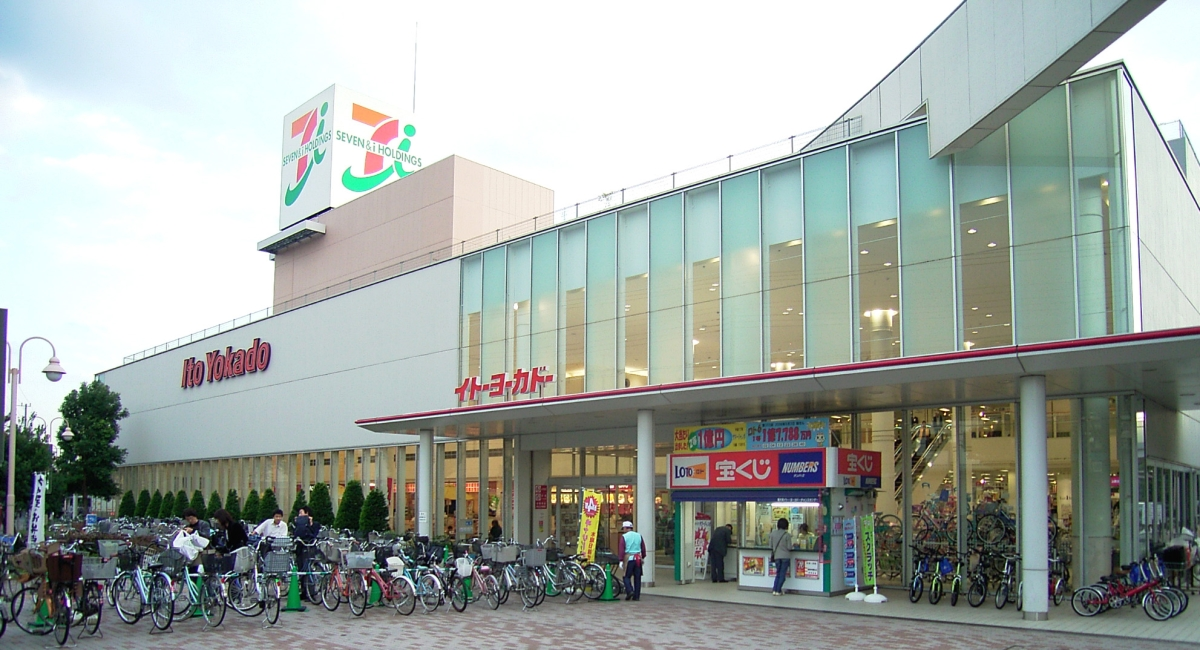
イトーヨーカドー東大和店

多摩地域の、旧田無市（のちの西東京市の母体）を入れ、西多摩郡奥多摩町を除いた29市町について、2000年の地価公示価格を分析すると、東大和市のみが特異的に地価の高低差が大きいということがわかった。

### 工業
- 森永乳業 - 東京多摩工場、大和工場
- 生化学工業中央研究所
- テセック本社：半導体検査装置の開発・製造・販売
- 日本パルスモーターテクノセンター：制御用精密小型モーター等の研究開発部門
- 東亜ディーケーケー東京エンジニアリングセンター

### 商業
- BIG BOX 東大和
- イトーヨーカドー東大和店
- the market Place 東大和 - ヤオコー東大和店を核店舗とするショッピングセンター
- 東大和リビングテラス - 「東京街道団地地区まちづくりプロジェクト」によって誕生した新街区。市内2店舗目となるヤオコー東大和清原店が入居
- いなげや東大和店、ina21玉川上水駅前店
- TAIRAYA奈良橋店
- コープみらい上北台店（旧：コープとうきょう上北台店）
- ベルク東大和立野店
- Olympic村山店（東大和市上北台）
- ニトリ東大和店
- コジマ×ビックカメラ東大和店
- ヤマダ電機テックランド東大和店

### 農業
- 東京狭山茶（市内で3軒の農家が生産している）
- 多摩湖梨（養蚕の桑畑を梨栽培に転換）
- 東京りんご（東京りんごブランド発祥）

## 姉妹都市・提携都市
- 福島県山都町（現：喜多方市）

## 住宅団地
- 都営東京街道団地：立川都市計画事業(一団地の住宅施設)
- 東京都住宅供給公社大和芝中団地 - 昭和46年：立川都市計画事業(一団地の住宅施設)

## 公共機関
- 警察 - 警視庁東大和警察署が同市と武蔵村山市を管轄する。
  - 奈良橋交番
  - 南街交番
  - けやき通交番
  - 玉川上水駅前交番
- 消防 - 東京消防庁北多摩西部消防署（桜が丘3丁目）が同市と武蔵村山市を管轄する。
  - 東大和出張所
- 電話 - NTT東日本-東京西村山大和交換局
- 都市ガス - 東京ガス
- 電力 - 東京電力

## 公共施設

### 文化施設
- 東大和市民会館（ハミングホール）

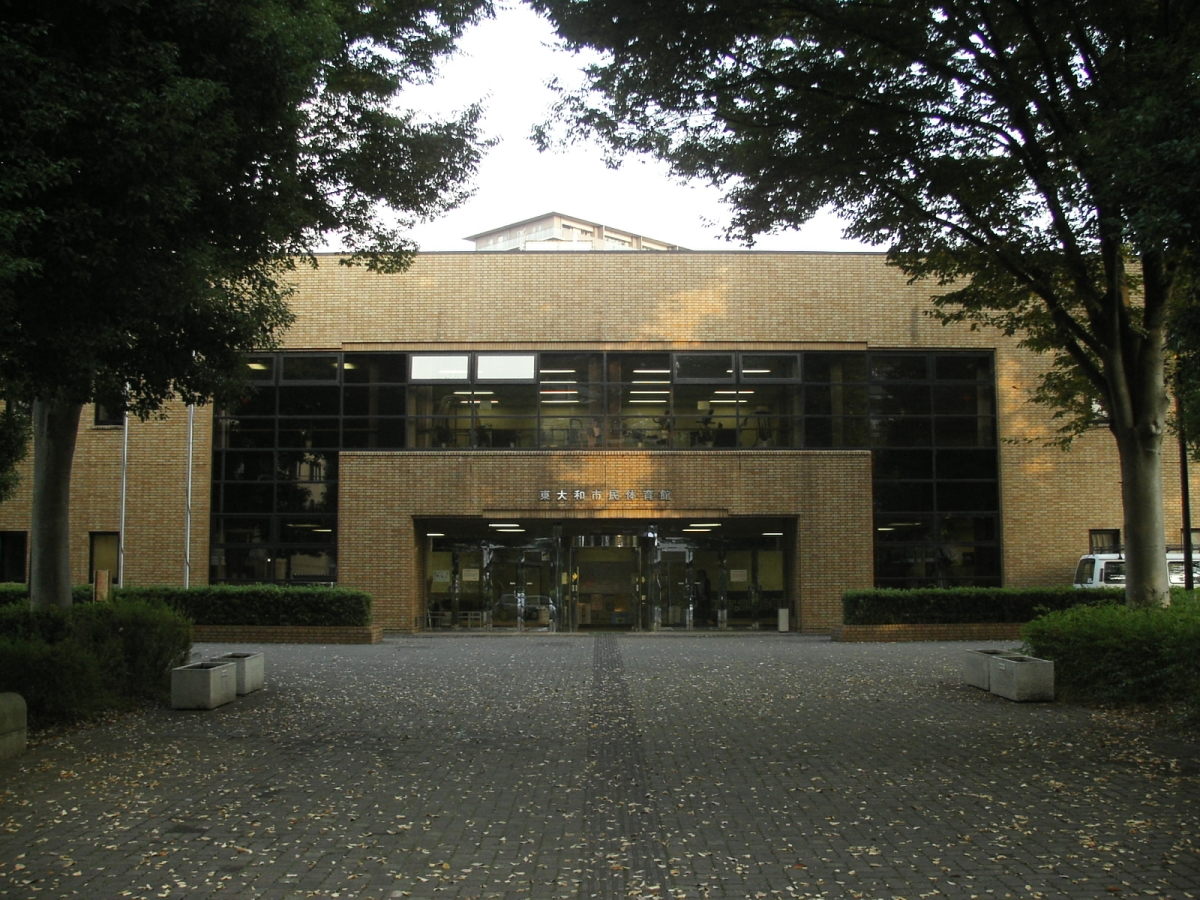
東大和ロンドみんなの体育館（東大和市民体育館）

- 東大和市立郷土博物館 － プラネタリウムを併設。2014年当時、都内初となるプラネタリウム投影機MEGASTAR-IIBが導入される[6]。
- 東大和市立中央図書館
- 東大和市中央公民館
- 東大和市狭山公民館
- 東大和市蔵敷公民館

### スポーツ施設
- 東大和ロンドみんなの体育館（東大和市民体育館）
- 東大和市ロンドみんなのプール（東大和市民プール）
- 東大和市ロンド桜が丘フィールド（桜が丘市民広場）
- 東大和市ロンドテニススクエア（上仲原公園テニスコート）
- 東大和市ロンド上仲原野球場（上仲原公園野球場・陸上競技場）

### 複合施設
- 東大和市桜が丘市民センター（児童館、図書館、集会所）
- 東大和市南街市民センター（公民館、児童館、学童保育所）
- 東大和市上北台市民センター（公民館、児童館、学童保育所、老人福祉会）
- 東大和市奈良橋市民センター（児童館、学童保育所、福祉センター、地区会館）
- 東大和市向原市民センター（児童館、学童保育所、老人福祉会、地区会館）
- 東大和市清原市民センター（老人福祉会、地区会館）
- 新堀地区会館
- 清水集会所
- 芋窪集会所
- 仲原集会所
- 湖畔集会所

### 健康・医療施設
- 東大和市立保健センター
- 東大和市総合福祉センター は～とふる

### 公園・緑地など

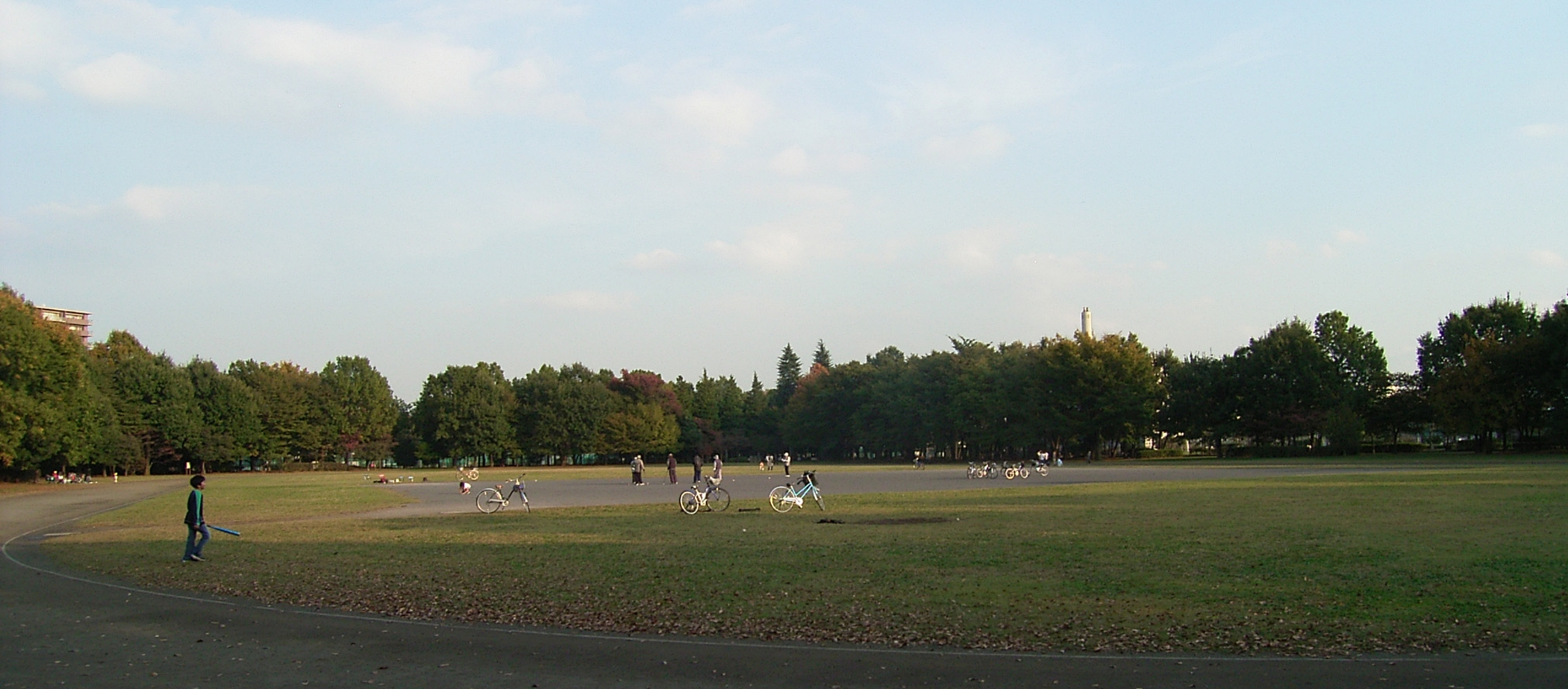
東京都立東大和南公園

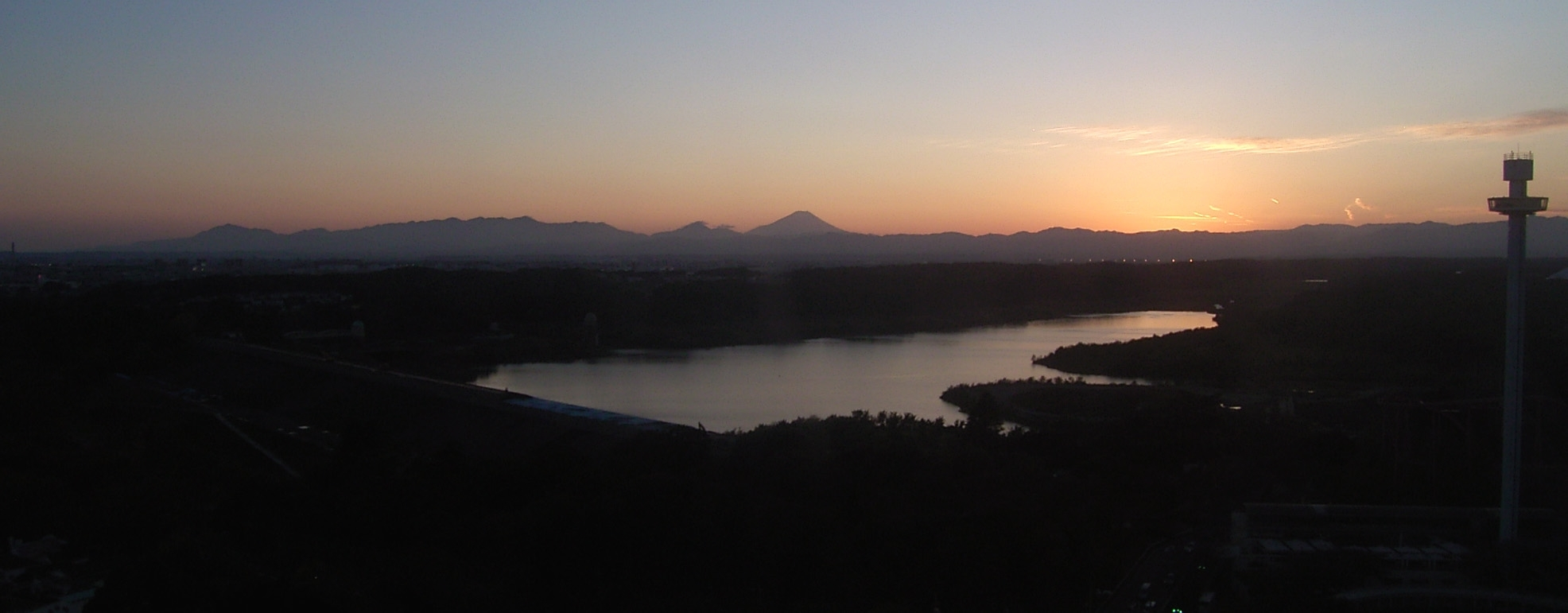
多摩湖・全景 （中央の山は富士山）

- 村山貯水池（多摩湖）- 奥多摩湖と並ぶ東京都水道局が管理する多摩川水系の人造湖。春の桜の季節は行楽客が多く訪れる。
- 東京都立東大和公園（狭山丘陵の雑木林をそのままにした自然公園）
- 東京都立東大和南公園（在日米軍大和空軍施設跡地の一部を造成した。玉川上水駅から徒歩5分）
- 東大和市立狭山緑地（市内最大の緑地。多摩湖南側の丘陵雑木林、近くに東大和市立郷土博物館がある）
- 東大和市立上仲原公園（東部土地区画整理事業で整備され、1981年に開園した約4haの広さをもつ市立公園）

このほか市内には2020年4月1日時点で、17のこども広場、20の緑地、79の公園が存在する。

## 教育

### 幼稚園
- 私立
  - 狭山ヶ丘幼稚園
  - 大和富士幼稚園
  - 大和八幡幼稚園

### 認定こども園
- 東大和こども園 - 大和富士幼稚園に併設の幼稚園型認定こども園
- こども学園 -2015年（平成27年）3月1日に幼稚園類似施設から地方裁量型認定こども園へ移行

### 小学校
- 市立
  - 東大和市立第一小学校
  - 東大和市立第二小学校
  - 東大和市立第三小学校
  - 東大和市立第四小学校
  - 東大和市立第五小学校
  - 東大和市立第六小学校
  - 東大和市立第七小学校
  - 東大和市立第八小学校
  - 東大和市立第九小学校
  - 東大和市立第十小学校

### 中学校
- 市立
  - 東大和市立第一中学校
  - 東大和市立第二中学校
  - 東大和市立第三中学校
  - 東大和市立第四中学校
  - 東大和市立第五中学校

### 高等学校
- 都立
  - 東京都立東大和高等学校
  - 東京都立東大和南高等学校

### 専修学校
- 東京都立北多摩看護専門学校

### 学校教育以外の施設
- 中小企業大学校東京校

## 交通

### 鉄道路線
- 西武拝島線 - 東大和市駅
- 多摩都市モノレール線 - 上北台駅、桜街道駅、玉川上水駅

玉川上水駅は立川市との境界上にあり、西武拝島線の駅の所在地は立川市である。

### バス
- 都営バス

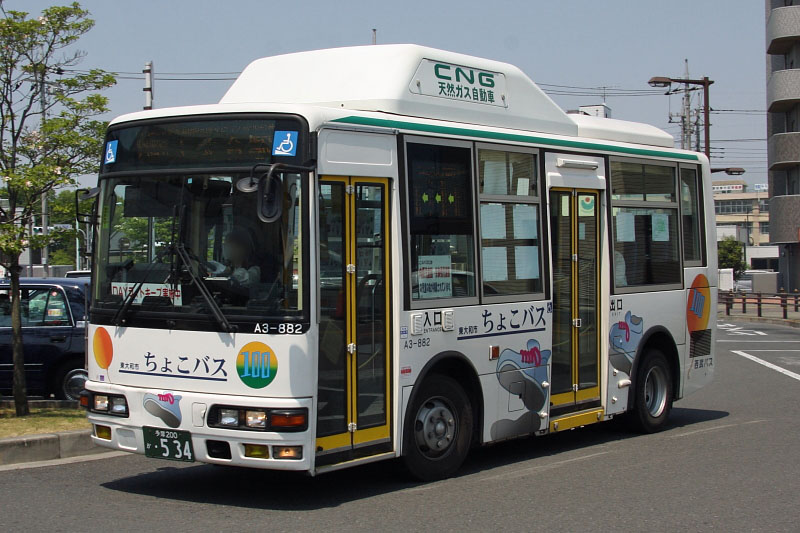
ちょこバス

  - 梅70 - 青梅車庫〜青梅駅〜箱根ヶ崎〜東大和市駅〜小平駅・花小金井駅
- 西武バス
  - 立34・久84 - 立川駅〜東大和市駅〜八坂駅〜久米川駅（久84は東大和市駅〜久米川駅）
  - 立35 - 立川駅〜東大和市駅〜奈良橋〜武蔵大和〜東村山駅
  - 立37 - 立川駅〜東大和市駅〜奈良橋〜武蔵村山市役所〜イオンモール
  - 立39 - 立川駅〜東大和市駅〜南街
  - 立45 - 立川駅〜東大和市駅〜芝中団地
  - 系統番号なし（臨時） - 西武ドームでの試合開催時にのみ運行される。市内北部経由便と直行便がある。
- 立川バス
  - 立22 - 立川駅〜玉川上水駅入口〜村山団地
  - 立23 - 立川駅〜玉川上水駅〜村山団地。土日祝日のみ立川駅北口行終バスは玉川上水駅から急行扱いで立川駅まで直行する。
  - 玉10 - 玉川上水駅〜村山団地
  - 玉12 - 玉川上水駅〜村山団地〜武蔵村山病院〜イオンモール
  - 玉13 - 玉川上水駅〜上北台駅〜芋窪。本数僅少。土曜・休日運休。
- コミュニティバス
  - 東大和市  ちょこバス - 2003年2月に運行開始した。日野・ポンチョで上北台駅を起終点として循環する。西武バスに委託。
  - 武蔵村山市  MMシャトル - 市域最寄りの鉄道駅である上北台駅、玉川上水駅に乗り入れている。

### 道路
- 高速道路
  - なし
    - 構想として、地域高規格道路である多摩新宿線が、新青梅街道に並行する形で市内を通るルート案が存在する[8][9]。
- 主要地方道
  - 東京都道5号新宿青梅線（青梅街道、新青梅街道）
  - 東京都道43号立川東大和線（芋窪街道）
  - 埼玉県道・東京都道55号所沢武蔵村山立川線 - 西の村山上貯水池と東の村山下貯水池を分けている堤体を横断する道路と交差する。
- 一般都道
  - 東京都道128号東村山東大和線（志木街道）
  - 東京都道253号保谷狭山自然公園自転車道線（多摩湖自転車歩行者道）
- その他
  - 東京街道（江戸街道）- 東大和市・東村山市では市道であり、江戸街道[注 3][注 4]と呼称されるが、小平市の東京都道227号小平停車場野中新田線から終点の西東京市では東京街道[注 5]と呼称される。

## 文化財
2019年7月15日現在、市内には国登録有形文化財が4件、東京都指定文化財が2件、東大和市指定文化財が32件存在する。

### 国指定
- 旧吉岡家住宅の主屋兼アトリエ、蔵、中門、長屋門 - 日本画家である吉岡堅二の屋敷。2017年（平成29年）5月2日登録。年2回特別公開を実施している。

### 都指定
- 蔵敷高札場 - 1603年（慶長8年）に建てられた、都内に残る2箇所の内の1つ、蔵敷停留所に隣接している。1922年（大正11年）8月に指定文化財、1930年（昭和5年）に東京府史跡に指定。
- 豊鹿嶋神社本殿 - 市内で最も古い由緒を持つ神社、本殿は室町時代に建築された都内最古の神社建築。1964年（昭和39年）11月21日に指定文化財指定。

### 市指定

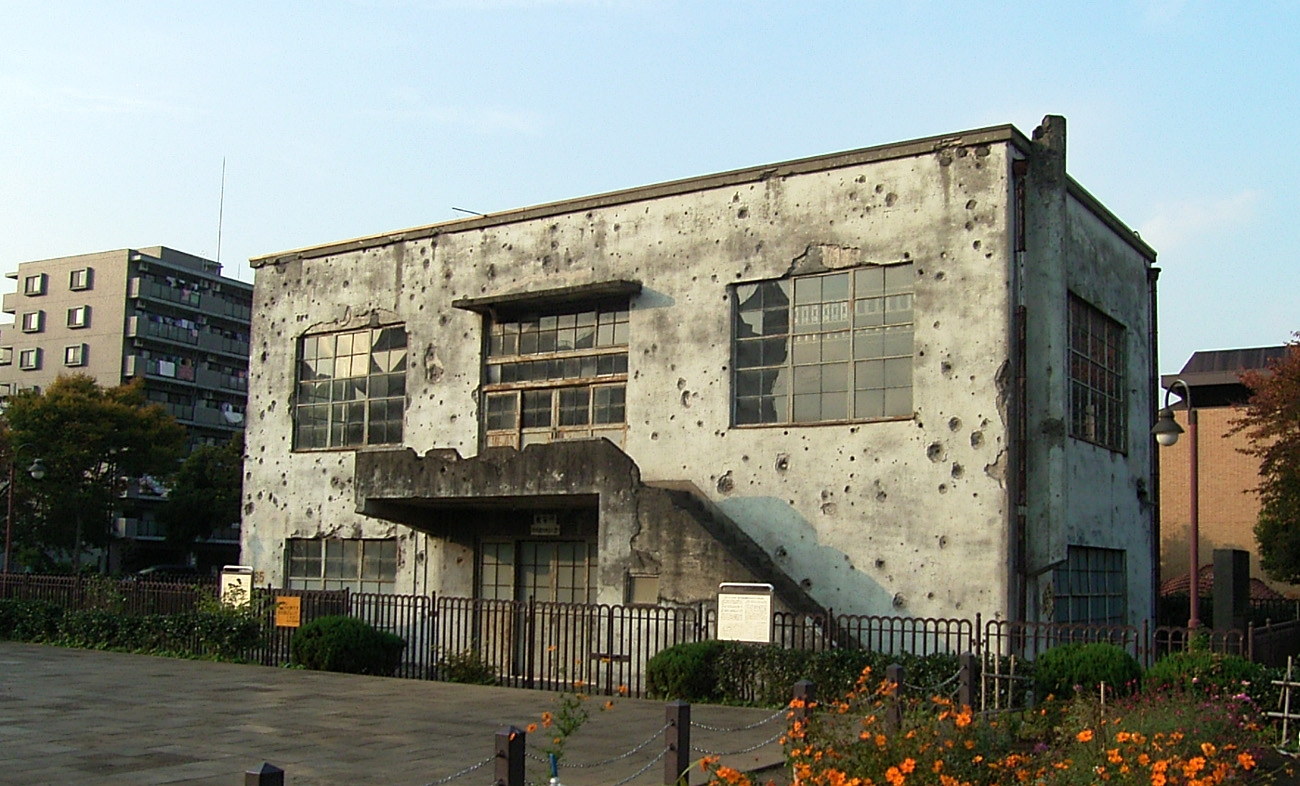
旧日立航空機立川工場変電所 （都立東大和南公園内）

- 旧日立航空機立川工場変電所（東京都立東大和南公園内・戦災史跡）
  - 1938年（昭和13年）に東京瓦斯電気工業株式会社変電所として作られた（翌年日立航空機株式会社立川工場変電所に改称）。戦時中の1945年（昭和20年）2月17日、F6Fヘルキャット戦闘機、4月19日、P-51ムスタング戦闘機、4月24日、B-29による空襲・機銃掃射により被災。現在は史跡戦災建造物として東大和市が1995年（平成7年）10月1日に市史跡に認定し管理している。なお、この地に東京瓦斯電気工業があったことを示す「ガス電通り」というバス停が市道である桜街道に2020年（令和2年）現在も存在している。
- 清水観音堂（狭山三十三観音霊場15番目の札所）
- 三光院（狭山三十三観音霊場16番目の札所）
- 霊性庵（狭山三十三観音霊場17番目の札所）
- 雲性寺（狭山三十三観音霊場18番目の札所）
- はやし堂（狭山三十三観音霊場19番目の札所）
- 蔵敷太子堂跡
- 慶性院の境内にある水天像
- 芋窪庚申塔

など。

### 遺跡
2008年5月10日現在、市内では76か所の遺跡が確認されている。主に後期旧石器時代や縄文時代の遺物や集落跡が多摩湖周辺及び空堀川近辺から発見されている。
| - 鹿島台遺跡 - 弁天遺跡 - 八幡谷戸遺跡 - 宮前川南遺跡 - 砂野遺跡 | - 廻田谷ツ遺跡 - 諏訪山遺跡 - 街道内遺跡 - 丸山二の橋遺跡 | - 上ノ台遺跡 - 丸山遺跡 - 熊野遺跡 - 清水上砂台遺跡 |

など。

## 出身・ゆかりのある著名人

### 文化
- 吉岡堅二（日本画家、住居兼アトリエは国登録有形文化財。） ※上記「文化財」の項参照。
- 新家靖之（旅行作家 随筆家）
- 武田砂鉄（フリーライター[13][14][15][16]）
- 和栗由紀夫（舞踏家）

### 芸能
- 柳楽優弥（俳優 第57回カンヌ国際映画祭男優賞受賞）
- 小川範子（俳優 中学校時代在住）
- 臼井琢也（俳優 劇団BQMAP所属）
- 粕谷雄太（声優）
- ゆいP（お笑いコンビ「おかずクラブ」）
- 杉本麻衣佳 (モデル)

### 放送
- 町田右（NHKアナウンサー）
- 坪内一樹（鹿児島テレビアナウンサー）
- 高木直人（元信越放送報道記者）
- 根岸昌史（NHKアナウンサー）

### スポーツ
- 岩隈久志（元プロ野球投手 アテネオリンピック銅メダリスト）
- 江藤智（元プロ野球野手）
- 小野公誠 （元プロ野球捕手）
- 菊池涼介（プロ野球 広島東洋カープ内野手 東京オリンピック金メダリスト）
- 森田耕一郎（サッカー レノファ山口FC）
- 阿部伸行（サッカー FC東京）
- 林彰洋（サッカー FC東京）
- 高橋祥平（サッカー FC町田ゼルビア）
- 吉岡隆徳（元オリンピック短距離走者 晩年在住）
- 三浦優希（プロアイスホッケー選手）

## 東大和市を舞台とした作品
- ららマジ - スマートフォン向けゲームアプリ。多摩湖や東大和市役所などが作中背景として使用されている。
- 干物妹!うまるちゃんR - アニメ第11話にて「サンカクスケートセンター」として東大和スケートセンターが登場。

## 備考
- ゴールドポスト - 地元ゆかりの東京オリンピック金メダリストを称えるゴールドポスト（第58号）が、2022年1月28日、市立上仲原公園北側のミニストップ東大和仲原1丁目店前に設置された（ゴールドポストプロジェクト[17]）。